# Giorgia Pinto
Giorgia Pinto (* 24. Februar 1992) ist eine italienische Tennisspielerin.

## Karriere
Pinto begann mit 11 Jahren das Tennisspielen und bevorzugt Sandplätze. Sie spielt vorrangig vor allem auf Turnieren der ITF Women’s World Tennis Tour, wo sie bislang zwei Titel im Doppel gewann.

## Turniersiege

### Doppel
| Nr. | Datum             | Turnier   | Kategorie | Belag | Partnerin            | Finalgegnerinnen                   | Ergebnis         |
| --- | ----------------- | --------- | --------- | ----- | -------------------- | ---------------------------------- | ---------------- |
| 1.  | 4. September 2021 | Kairo     | ITF W15   | Sand  | Gaia Squarcialupi    | Anastasia Nefedova Riko Sawayanagi | 6:4, 0:6, [10:5] |
| 2.  | 27. Juli 2024     | Satu Mare | ITF W15   | Sand  | Francesca Dell’Edera | Laura Böhner Lavinia Tănăsie       | 7:62, 7:5        |